# الهه شب (هوری)
الههٔ شب (سومری: 𒀭𒈪، DINGIR.GE6) یکی از خداییانی بود که در پادشاهی هوری کیزوواتنا و سپس در شاموها در امپراتوری هیتی پرستش می‌شد. فقط نگارش نام او به شکل لوگوگرام پیدا شده و تلاش‌هایی برای تشخیص هویت او انجام گرفته است. بیشتر محققان چنین تصور می‌کنند که او حداقل تا حدی به ایشتار، شاوشکا و ایشارا شباهت داشته است. به احتمال زیاد نماد آسمان شب بوده و با رویا دیدن ارتباط داشته است.

## نام
نام الههٔ شب (یا خدایی شب) حدسی است زیرا فقط نوشته لوگوگرافی از آن باقی مانده است.

## شناسایی پیشنهادی
منشا و هویت الهه شب موضوع بحث علمی است. پیوتر تاراچا او را خدایی با اصل هوری می داند.

## شخصیت و شمایل‌نگاری
الهه شب به احتمال زیاد یک نماد الهی از آسمان شب شناخته می‌شد. او با رویابینی نیز در ارتباط بود.

## ارتباط با سایر خداییان
بسیاری از شواهد موجود نشان می‌دهد که الهه شب به نوعی با ایشتار مرتبط بوده است.

### الهه شب و پینیکیر
الهه شب ارتباط نزدیکی با پینیکیر داشت. پینیکیر الهه‌ای عیلامی بود که هوری‌ها نیز او را می‌پرستیدند.

## پرستش
الهه شب در کیزوواتنا پرستش می‌شد.